# Fritz Laband
Fritz Laband (ur. 1 listopada 1925 w Zabrzu na Górnym Śląsku, zm. 3 stycznia 1982 w Hamburgu), niemiecki piłkarz, obrońca i pomocnik. Mistrz świata z roku 1954.
W reprezentacji RFN debiutował 25 kwietnia 1954 w meczu ze Szwajcarią. Rozegrał w kadrze łącznie tylko 4 spotkania, ale trzy z nich miały miejsce podczas MŚ 54, co dało mu tytuł mistrza świata.
W czasie turnieju był piłkarzem Hamburger SV. Wcześniej grał w Reichsbahn SV Hindenburg (Zabrze) (1936-37), Hindenburg 09 (Zabrze) (1938-43), SC Preußen Zaborze (Zabrze) (1943) i Anker Wismar (1946-49), z którym zdobył w 1949 mistrzostwo Meklemburgii. Po wojnie osiedlił się w środkowych Niemczech, w sowieckiej strefie okupacyjnej. Podczas uczestnictwa w meczu reprezentacji NRD przeciwko reprezentacji Czechosłowacji w 1950 zwrócił na siebie uwagę obserwatorów klubu HSV, którzy przekonali go do ucieczki do Hamburga. W latach 1949–1955 w HSV rozegrał 143 mecze, w sezonie 56/57 był zawodnikiem Werderu Brema, a następnie Grün-Weiss 07 Hamburg (1958). Po zakończeniu aktywnej kariery trenował: Buxtehuder SV von 1892 e.V., Uhlenhorster Sport Club Paloma Hamburg von 1909 e.V. oraz Lurup Hamburg 1923 e.V..
W latach późniejszych, jako gastronom popadł w poważne tarapaty finansowe i musiał zacząć pracować w swoim wyuczonym zawodzie elektryka, a krótko przed śmiercią jako kierowca szefa firmy Kobolt w Hamburgu. Na początku lat 80. stwierdzono u niego nowotwór krtani (był nałogowym palaczem tytoniu). W wieku 56 lat zmarł na raka w szpitalu św. Jerzego w Hamburgu.

## Literatura/Źródła
- "Górnoślązacy w polskiej i niemieckiej reprezentacji narodowej w piłce nożnej - wczoraj i dziś. Sport i polityka na Górnym Śląsku w XX wieku", wyd. Dom Współpracy Polsko-Niemieckiej, Haus der Deutsch-Polnischen Zusammenarbeit, Gliwice-Opole 2006, (ISBN 83-60470-02-2)